# 名珍燈魚
名珍灯鱼（学名：Lampanyctus nobilis）为輻鰭魚綱燈籠魚目灯笼鱼科的其中一種。分布于全球三大洋海域，為深海魚類，棲息深度100-1000公尺，體長可達12.4公分。

## 外部連結
- 名珍灯鱼的圖片（页面存档备份，存于）

## 扩展阅读
維基物種上的相關：名珍灯鱼